# Nicholas Thieberger
Nicholas Thieberger (ur. 1958) – australijski językoznawca. Specjalizuje się w językach rdzennej ludności Australii i Oceanii. Przyczynił się do zapoczątkowania projektu Paradisec. Interesuje się także metodami archiwizacji danych lingwistycznych.
Kształcił się na La Trobe University. Doktoryzował się w 2004 r. na University of Melbourne. Jego rozprawa była poświęcona językowi nafsan z Vanuatu.
W latach 2008–2010 piastował stanowisko adiunkta na Uniwersytet Hawajskim, gdzie nauczał dokumentacji lingwistycznej. Obecnie (2020) redaguje czasopismo „Language Documentation & Conservation”.

## Wybrane publikacje
- Handbook of WA Aboriginal Languages south of the Kimberley Region (1993)
- A Grammar of South Efate: An Oceanic Language of Vanuatu (2006)
- The Oxford Handbook of Linguistic Fieldwork (2012)